# پالم شورز (فلوریدا)
پالم شورز (به انگلیسی: Palm Shores) شهرکی در شهرستان بریوارد ایالت فلوریدا است که در سال ۱۹۵۹ بنیان‌گذاری شده‌است. این شهرک طبق سرشماری سال ۲۰۱۰ میلادی، ۹۰۰ نفر جمعیت داشته و مساحت آن نیز ۱٫۳ کیلومتر مربع است.